# 와포자충속
와포자충속(Cryptosporidium, 크립토스포리디움)은 정단복합체충문에 속하는 원생생물이며, 사람을 포함한 척추동물의 소화관 등에 기생한다. 종과 숙주의 조합에 따라서는 와포자충증(Cryptosporidiosis,크립토스포리디움 증)을 일으켜 치명적인 병이 되는 경우도 있다. 학명은 "숨다"라는 의미의 크립토스(kryptos)와 "포자"라는 의미의 라틴어 단어  "스포리디움"(sporidium)의 조합에서 유래했다.

## 하위 종
- Cryptosporidium andersoni
- Cryptosporidium bailey
- Cryptosporidium bovis
- Cryptosporidium cervine
- Cryptosporidium canis
- Cryptosporidium cuniculus
- Cryptosporidium ducismarci
- Cryptosporidium fayeri
- Cryptosporidium felis
- Cryptosporidium fragile
- Cryptosporidium galli
- Cryptosporidium hominis
- Cryptosporidium marcopodum
- Cryptosporidium meleagridis
- Cryptosporidium molnari
- Cryptosporidium muris
- Cryptosporidium parvum
- Cryptosporidium ryanae
- Cryptosporidium saurophilum
- Cryptosporidium serpentis
- Cryptosporidium suis
- Cryptosporidium ubiquitum
- Cryptosporidium wrairi
- Cryptosporidium xiaoi

## 크립토스포리디움 증
크립토스포리디움(Cryptosporidium)은 포유류 장의 기생충 질환인 크립토스포리디움 증을 유발하는 여러 종 중 하나 또는 그 여러종을 가리키며 직접적으로 생물학적인 그 종속을 가리킨다. 현대적인 표준정수 처리에서의 염소소독에 대해서도 내성이 강한 것으로 보고되고 있다.

## 같이 보기
- 지아디아